# Philadelphia Mint

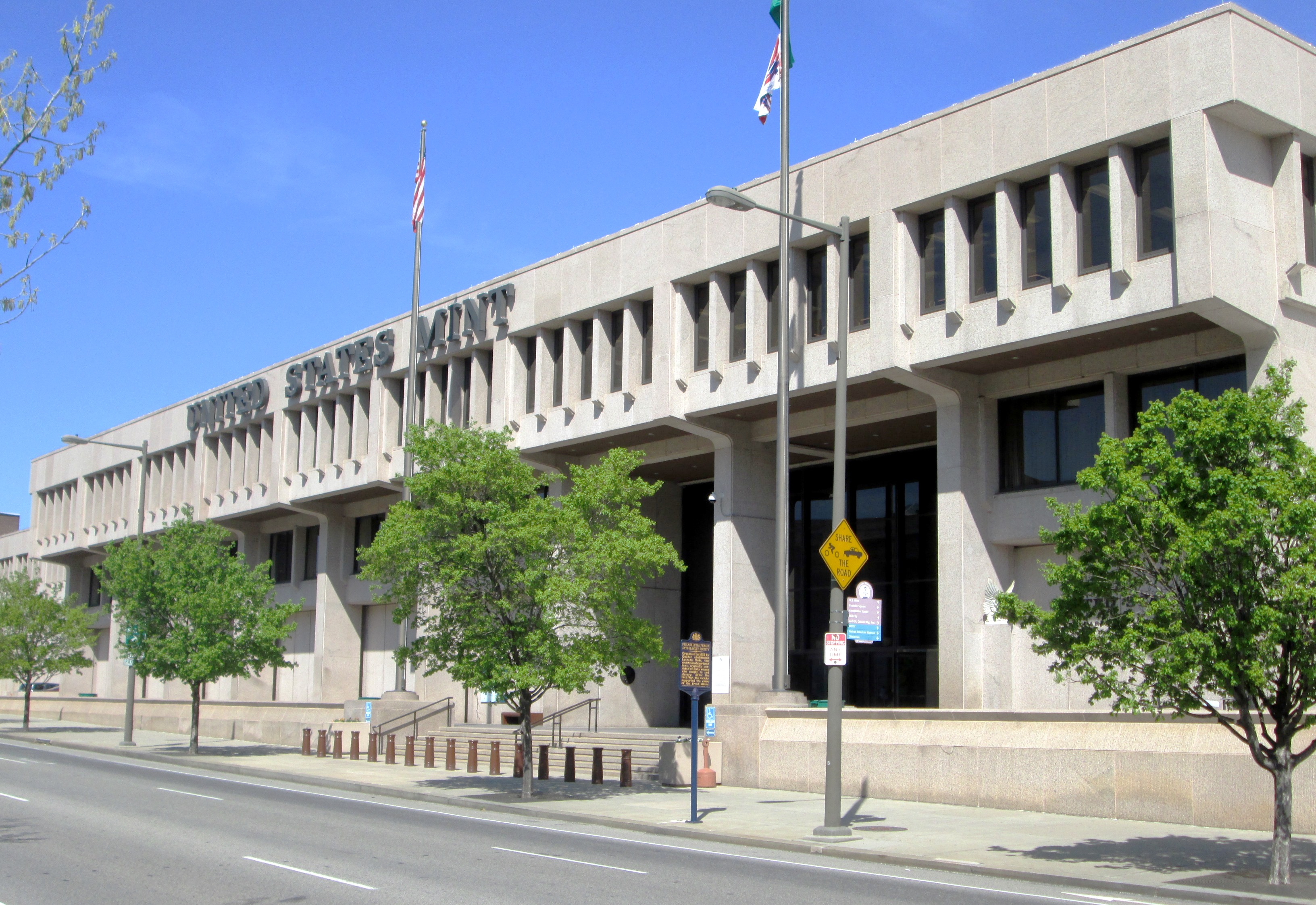
Münzprägeanstalt von Philadelphia, 2013

Die Philadelphia Mint im US-Bundesstaat Pennsylvania ist die im Jahre 1792 gegründete und älteste von acht inländischen Münzprägestätten der Vereinigten Staaten.

## Geschichte
Im Münzgesetz von 1792 wurde über den Bau und die Ausstattung einer noch zu erstellenden Münzprägestätte in Philadelphia, der damaligen Hauptstadt der Vereinigten Staaten entschieden. Fünf Beamte, ein Direktor, ein Prüfer, ein Münzmeister, ein Graveur und ein Schatzmeister sollten sich um die Münzprägeanstalt kümmern. Der erste noch von George Washington ernannte Direktor der Anstalt war David Rittenhouse. Die ursprünglichen drei Gebäude wurde auf dem Gelände einer verlassenen Whiskey-Brennerei errichtet.  In dem 10 auf 11 Meter großen dreistöckigen Verwaltungsgebäude befanden sich im Erdgeschoss die Depot- und Wiegeräume, im zweiten Stock die Büros der Angestellten und im dritten Stock die Räumlichkeiten des Prüfers der Edelmetalle. Das zu schmelzende Gold und Silber wurden in den Kellergewölben gelagert. Die angegliederte Schmelzanlage für die Metalle erhielt ihre Energie aus einem dritten Gebäude, einer Mühle, die zunächst mit Pferdekraft betrieben wurde. Nach dem Brand von 1816 entstand ein größeres Gebäude, die Schmelzanlage wurde aber an einer räumlich anderen Stelle errichtet und fortan mit einer Dampfmaschine betrieben. Bis 1833 versorgte die Münze die gesamten Vereinigten Staaten mit Hartgeld.

### Nachfolgegebäude
Das im Jahre 1833 bezogene Nachfolgegebäude Ecke Juniper/Chestnut Street wurde auch der Griechische Tempel genannt, weil es eine Vorder- und Rückfront mit klassischen griechischen Säulen besaß. Es war bis 1902 in Nutzung als Münzprägestätte, bevor es abgerissen wurde. Das Nachfolgegebäude ähnelte einem Römischen Palast und beherbergt heute das „Community College of Philadelphia“.
Die heutige Münze, nur zwei Blöcke von der ersten Stätte entfernt, eröffnete im Jahre 1969 und war bis zum Jahre 2017 die größte Münzprägestätte der Welt. Sie kann in dreißig Minuten bis zu einer Million Münzen prägen. Seit 1980 erhalten alle dort geprägten Münzen das Zeichen „P“. Es ist möglich, die Münze zu besichtigen. Für den Schutz der Anlagen ist eine eigene Polizeitruppe, die sogenannte United States Mint Police zuständig.

### Weitere staatliche Münzstätten
- United States Mint, Bundesbehörde für die Münzprägestätten, gegr. 1792
- Denver Mint, seit 1906
- San Francisco Mint, seit 1854
- West Point Mint, seit 1937
- Dahlonega Mint, (1838–1861)
- Carson City Mint, (1870–1885)
- Charlotte Mint, (1837–1861)
- New Orleans Mint, (1838–1861) und dann wieder von (1879–1909)
- Münzzeichen#USA

In Manila auf den Philippinen hatten die Vereinigten Staaten von 1920 bis 1922 und später wieder von 1925 bis 1941 eine weitere Münze.